# Stordolpen
Stordolpen är en sjö i Åre kommun i Jämtland och ingår i Indalsälvens huvudavrinningsområde.